# Зейн аш-Шараф Талал
Зейн аш-Шараф Талал (2 августа 1916 — 26 апреля 1994) — королева Иордании, жена короля Талала ибн Абдаллы. Она была также матерью короля Хусейна ибн Талала.

## Семья
Зейн родилась в Александрии (Египет) в семье шерифа Джамаля ибн Нассера, губернатора Хаурана и Видждан-Ханима. Её отец был племянником Хусейна ибн Али аль-Хашими, шерифа Мекки. Её мать была дочерью Шакир-паши, губернатора Кипра, внучатого племянника Камиль-паши.

## Брак и дети
Зейн вышла замуж за своего двоюродного брата иорданского принца Талал ибн Абдаллы 27 ноября 1934 года. Зейн подарила Талалу четырёх сыновей и двух дочерей:
- Король Хусейн (14 ноября 1935 — 7 февраля 1999)
- Принцесса Асма (умерла при рождении в 1937 году)
- Принц Мухаммад (2 октября 1940 — 29 апреля 2021)
- Принц Хассан (родился 20 марта 1947 года)
- Принц Мухсин (умер во младенчестве)
- Принцесса Басма (родилась 11 мая 1951 года)

## Королева
Королева Зейн играла видную роль в политическом развитии Иорданского королевства в начале 1950-х годов, занимаясь благотворительной деятельности и защитой прав женщин.
Она приняла участие в написании Конституции 1952 года, которая давала определённые права женщинам и способствовала социальному развитию страны. Королева Зейн также создала первое женское общественное объединение Иордании в 1944 году. Она также держала власть в своих руках в период после убийства короля Абдуллы I в 1951 году, в то как время новопровозглашённый король Талал лечился за пределами страны. Королева Зейн вновь взяла бразды правления в свои руки в августе 1952 года, когда её сын Хусейн был провозглашён королём, до мая 1953 года, когда тот вступил в конституционные обязанности в возрасте восемнадцати лет.
После наплыва палестинских беженцев в Иорданию после Арабо-израильской войны 1948 года королева Зейн возглавила национальную программу по оказанию помощи десяткам тысяч беженцев. Она также сыграла важную роль в создании женского отделения Иорданского национального Общества Красного Полумесяца в 1948 году. На протяжении всей своей жизни королева Зейн уделяла время и силы детского дома «Ум Аль-Хуссейн» в Аммане.
В 1954 году, через два года после восшествия сына на престол, королева Зейн объявила о помолвке короля и Дины бинт Абдул-Хамид. Дина считалась идеальной кандидатурой, так как она принадлежала к роду Хашимитов и получила прекрасное западное образование. Дина была сильной личностью, и мать короля воспринимала её как угрозу для своего собственного статуса. В 1956 году, в то время как королева Дина была на отдыхе в Египте, король Хусейн сообщил ей о своём намерении развестись. Хусейн, скорее всего, сделал это по наущению своей матери, королевы Зейн.

## Награды
- Дама Ордена Хусейна ибн Али 1 класса (Иордания)[3].
- Дама Ордена Лояльности Короне Малайзии (1965)[4].